# 被毛腺柄山矾
被毛腺柄山矾（学名：Symplocos adenopus var. vestita）为山矾科山矾属下的一个变种。

## 扩展阅读
- 維基物種上的相關：被毛腺柄山矾